# Prefectura del pretorio de Oriente
La Prefectura del pretorio de Oriente (en latín: praefectura praetorio Orientis, en griego: ἐπαρχότης/ὑπαρχία τῶν πραιτωρίων τῆς ἀνατολῆς: ἐπαρχότης/ὑπαρχία τῶν πραιτωρίων τῆς ἀνατολῆς) era uno de cuatro grandes prefecturas del pretorio en las que fue dividido el Imperio romano Tardío.
Como comprendía la parte más grande del Imperio Romano Oriental, su sede estaba en Constantinopla, El prefecto pretoriano era el segundo hombre más poderoso del Este, después del Emperador, sirviendo como su primer ministro.

## Estructura
La Prefectura fue establecida después de la muerte de Constantino el Grande en 337, cuando el imperio fue dividido entre sus hijos y Constancio II recibió el gobierno del Este, con un Prefecto del pretorio como su asesor de jefe. La parte asignada a Constancio abarcaba cuatro (luego cinco) diócesis, cada una de las cuales comprendía varias provincias. La autoridad de la prefectura se extendía desde los Balcanes Orientales, agrupados en la Diócesis de Tracia, hasta Anatolia, dividida en las diócesis de Asiana y Pontus, y el Oriente Medio, con las diócesis de Oriente y Egipto.

## Lista de lospraefecti praetorio Orientisconocidos
- Ablabius (329-337/338)
- Septimius Acindynus (338–340)
- Flavius Philippus (344–351)
- Thalassius (? - 354)
- Domitianus (354)
- Strategius Musonianus (354–358)
- Flavius Hermogenes (358-360)
- Helpidius (360)
- Lupicinus (Antes de 361)
- Saturninius Secundus Salutius (361 hasta algunos años del reinado de Valentiniano)
- Domitius Modestus (369@–377)
- Quintus Clodius Hermogenianus Olybrius (379)
- Neoterius (380-381)
- Materno Cinegio (384–388)
- Flavius Eutolmius Tatianus (388–392)
- Flavio Rufino (392, septiembre 10 – 395, noviembre 27)
- Caesarius (1ª vez, 395, noviembre 30 – 397, julio 13)
- Flavius Eutychianus (1ª vez, 397, septiembre 4 – 399, julio 25)
- Aurelianus (1ª vez, 399, agosto 17 – octubre 2)[1]
- Posiblemente Flavius Eutychianus (2ª vez, 399, diciembre 11 @– 400, julio 12)[2]
- Caesarius (2ª vez, 400–403)
- Flavius Eutychianus (3ª vez, 404–405)
- Flavius Anthemius (405–414)
- Flavius Monaxius (1ª vez, 10 de mayo – 30 de noviembre 414)
- Aurelianus (2ª vez, 414–416)
- Flavius Monaxius (2ª vez, 26 de agosto 416 – 27 de mayo 420)
- Flavius Eustathius (420–422)
- Asclepiodoto (423–425)
- Aetius (425)
- Hierius (1ª vez, 425–428)
- Flavius Florentius (1ª vez, 428–430)
- Antiochus Chuzon (430–431)
- Rufinus (431–432)
- Hierius (2ª vez, 432)
- Flavius Taurus (1ª vez, 433–434)
- Flavius Anthemius Isidorus (435–436)
- Darius (436–437)
- Flavius Florentius (2ª vez, c. 438–439)
- Flavio Tauro Seleuco Ciro (439–441)
- Thomas (442)
- Apollonius (442–443)
- Zoilus (444)
- Hermocrates (444)
- Flavius Taurus (2ª vez, 445)
- Flavius Constantinus (1ª vez, c. 447)
- Antiochus (448)
- Flavius Florentius Romanus Protogenes (448–449)
- Hormisdas (449–450)
- Palladius (450–455)
- Flavius Constantinus (2ª vez, 456)
- Flavius Constantinus (3ª vez, 459)
- Flavius Vivianus (459–460)
- Illustrius Pusaeus (465)
- Amasius (c. 469)
- Matronianus (491)
- Hierius (494–496)
- Euphemius (496)
- Polycarpus (498)
- Constantine (1ª vez, 502)
- Appion (503)
- Leontius (503–504)
- Constantine (2ª vez, 505)
- Eustathius (505–506)
- Zoticus (511–512)
- Marinus (1ª vez, c. 512–515)
- Sergius (517)
- Marinus (2ª vez, 519)
- Demóstenes (520–524)
- Archelaus (524–527)
- Basilides (c. 527)
- Atarbius (c. 528)
- Iulianus (530–531)
- Juan de Capadocia (1ª vez, 531–532)
- Phokas (533)
- Juan de Capadocia (2ª vez, 533–541)
- Flavius Comitas Theodorus Bassus (c. 541) como diputado de Juan
- Peter Barsymes (1ª vez, 543–546)
- Flavius Comitas Theodorus Bassus (c. 548)
- Addaeus (c. 551)
- Hephaestus (551–552)
- Areobindus (c. 553)
- Peter Barsymes (2ªvez, 555–562)
- Diomedes (c. 572)
- Georgius (c. 598)
- Constantine Lardys (c. 602)